# Франсуа Луї Бурбон-Конті
Франсуа Луї де Бурбон-Конті (фр. François-Louis de Bourbon-Conti; 30 квітня 1664, Париж — 9 лютого 1709) — граф Ла-Марський, граф де Клермон, принц де Ла-Рош-сюр-Іон, принц де Конті з 1685 році, коли змінив свого брата Луї Армана І де Бурбона.
1697 р. був обраний королем Польщі, Великим князем Литовським, Руським, Київським, Волинським, Чернігівським, тощо. Проте Август II Фрідріх за підтримки Прусії та Московії захопив владу в Речі Посполитій.
Син Армана де Бурбона, принца Конті та Ганни Марії Мартіноцці, доньки Жироламо Мартиноцці і племінниці кардинала Мазаріні (по матері). Він є найвідомішим представником династії Конті, молодшої гілки династії принців Конде.
Член правлячого Дому Бурбонів, був племінником короля Людовика XIV та принцом крові.

## Біографія
Народився у палаці «Готель де Конті» в Парижі, був третім і останнім з дітей у родині. Його старший брат Луї Арман, принц Конті (1661—1685) одружився зі своєю двоюрідною сестрою Марі Анн де Бурбон, позашлюбною донькою короля Франції Людовіка XIV та його коханки Луїзи де Ла Вальєр.

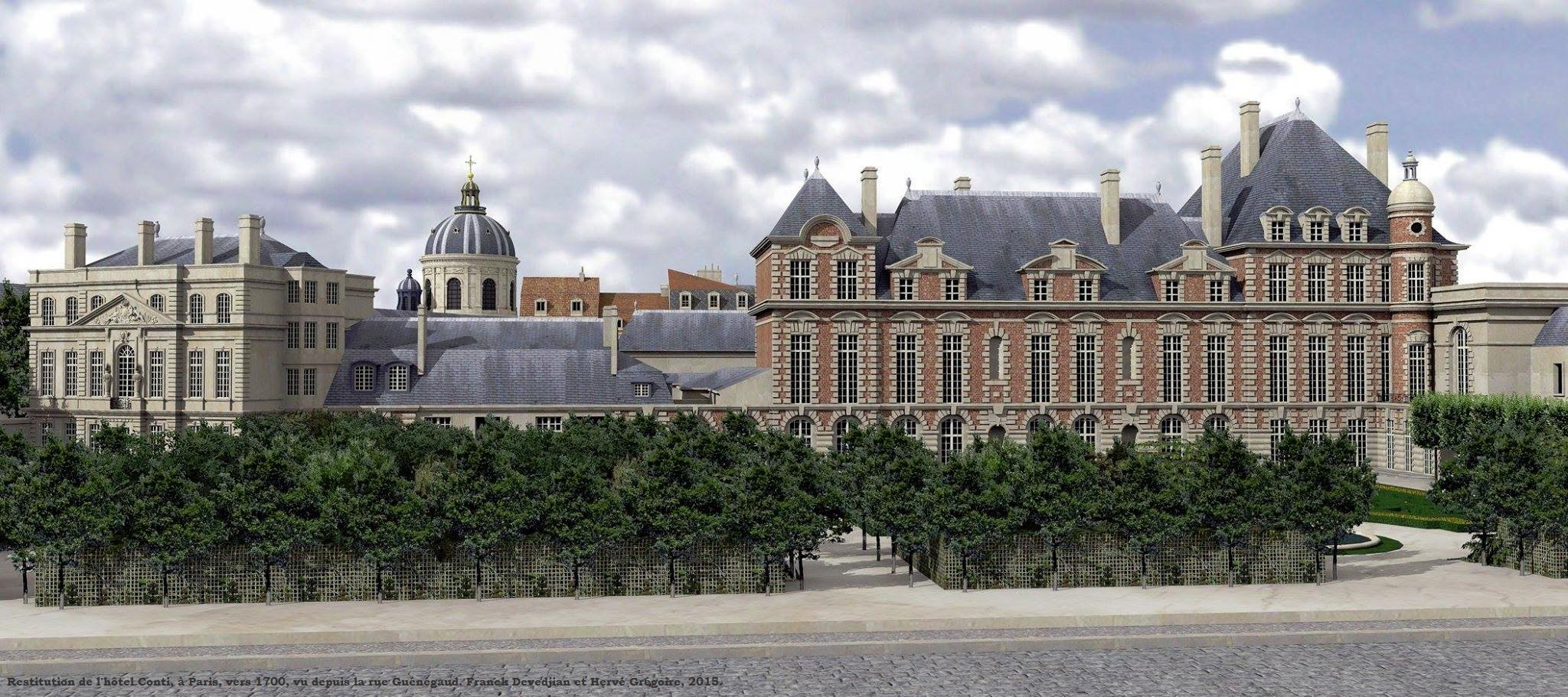
Палац «Готель де Конті», 1700.

У 1683 році він допомагав імперіалістам в Угорщині. Перебуваючи там, він написав кілька листів, в яких жартував над королевою та назвав короля Людовіка XIV як «le roi du théâtre»; через це, а також через самостійні перемовини з турками, в 1685 році, після повернення до Франції, він був тимчасово висланий до замку Шантії.
Франсуа Конті був протеже свого дядька Луї де Бурбона, Великого Конде; з онучкою якого (донькою Генріха III Бурбон-Конде та Анни Баварської) Марією Терезою де Бурбон (1666—1732), він одружився у Версальському палаці 22 січня 1688 року. Всього у них було семеро дітей.
Наречена була пристрасно закохана у свого чоловіка, але він був закоханий у невістку дружини Луїзу-Франсуазу Бурбон, дружину принца Конде Луї III, яка була старшою дочкою короля Людовіка XIV та його коханки, мадам де Монтеспан.
Його численні романи, скандальне благодійництво та розпуста викликали напругу в родині та принесли йому прізвисько le Grand Conti.
Служив у французькій армії, дослужився до звання генерал-лейтенанта. У 1689 році, з початком Орлеанської війни, супроводжував маршала Франсуа-Анрі Монморансі-Люксембург до Нідерландів де взяв участь у битвах при Флерюсі, Штейкіру і при Неервіндені (1693).
Повернувшись до Парижу, увінчаний військовою славою, Конті завойовує прихильність Великого Дофіна. З дофіном він провів кампанію у Фландрії 1694 році, а потім повернувся до столиці наприкінці вересня.
Після смерті свого двоюрідного брата Жана Луї д'Орлеана, герцога Лонгвільського (1646—1694) і відповідно його заповіту Франсуа Конті претендував на князівство Невшатель, вступивши в конфлікт із герцогинею Марією де Немур (1625—1707).
Незважаючи на заповіт, а також на те, що французький парламент ухвалив рішення передати альпійські володіння Лонгвілів принцу Конті, Марія енергійно протистояла цьому й сама поїхала в Невшатель, де її підтримали мешканці князівства. Франсуа Луї не зміг отримати військову допомогу від швейцарців і за розпорядженням короля повинен був відмовитись від своїх вимог у 1699 році.
Після смерті Марії мешканці Невшателя визнали своїм правителем короля Пруссії.
1697 р., після смерті короля Речі Посполитої, Великого князя Литовського, Руського, Київського, Волинського, Смоленського, Сіверського і Чернігівського Яна III Собеського, за сприяння Людовика XIV та посла Франції у Варшаві де Поліньяка, сейм Речі Посполитої обрав новим королем Франсуа Луї.
27 червня 1697 року примас Польщі кардинал Радзійовський офіційно проголосив Франсуа Луї де Бурбон-Конті королем Польщі, Великим князем Литовським, Руськогим, Київським, Волинським, Смоленським, Сіверським, Чернігівським, тощо.
Проте Конті не дуже активно включився в питання свого королівства, ймовірно, як зазначає герцог Луї де Рувруа, через свій зв'язок з Луїзою-Франсуазою де Бурбон. Лише 6 вересня 1697 р. він вирушив разом з ескадрою адмірала Жана Бара до Польщі.
Коли ескадра прибула до Данцига, французи дізнались, що їхній суперник — курфюрст Саксонії Август II Фрідріх з дому Веттінів, зумів, за підтримки Австрії та Московії, шляхом підкупу і введення до Польщі саксонського війська та загрози нападу зі сходу війська Петра І, здолати обраного польським сеймом короля Франсуа-Луї де Бурбон-Конті та за допомогою частини польської шляхти обрали Августа ІІ на короля Польщі.
Конті дає наказ своїй ескадрі повернути назад до Франції, куди він прибув 12 грудня. Король Людовик XIV хоча й був невдоволений цією ситуацією, проте невдачі французької армій у перші роки війни за іспанську спадщину змусили його призначити Конті, військова слава якого була доволі великою, командувати військами в Італії.
З 1699 р. Конті кілька років прожив на покої, присвятивши себе розширенню та оздобленню барокового маєтку Шато д'Ісі, яке він придбав 4 лютого 1699 р. на околиці Парижу за суму 140 000 ліврів. Маєток залишався власністю принців Конті до Французької революції 1789 року, коли був конфіскований як національне надбання.
Принц Франсуа Луї де Конті захворів і помер 9 лютого 1709 року в «Готелі де Конті», а його смерть викликала виняткові знаки жалоби з усіх класах суспільства. Поховали поряд з матір'ю у його маєтку в містечку Л'Іль-Адам, поблизу Парижа.
Його спадкоємцем як принц де Конті став його старший син Луї Арман II де Бурбон (1696—1727).

## Титули

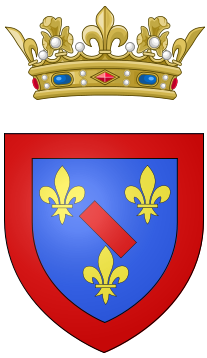
Arms of François Louis

- 30 квітня 1664 – 26 лютого 1666 Його Ясновельможність граф де Ла-Марш
- 26 лютого 1666 — 9 листопада 1685 Його Ясновельможність принц де Ла-Рош-сюр-Іон[6]
- 9 листопада 1685 – 9 лютого 1709 Його Ясновельможність Принц де Конті
  - 27 червня– 12 грудня 1697 Божою Милістю король Польщі, Великий князь Литовський, Великий князь Руський, Мазовецький, Жмудський, Київський, Волинський, Подільський, Підляський, Інфлянський, Смоленський, Сіверський, Чернігівський, тощо.

## Особисте життя

### Родина
У шлюбі з Марією Терезою де Бурбон, донькою принца Конде Генріха Юліуса де Бурбон та німецької принцеси з будинку Віттельсбахів Ганни Генрієтти Пфальц-Зіммернської, з якою він одружився, коли їй було 22 роки, у Франсуа Луї було семеро дітей:
- Марія Ганна де Бурбон, мадемуазель де Конті (18 квітня 1689 — 21 березня 1720), одружена (з 1713) на Луї Генрі де Бурбон, принц Конді, є нащадки.
- дитина (18 листопада 1693 — 22 листопада 1693), помер немовлям.
- принц де Ла-Рош-сюр-Іон (1 грудня 1694 — 25 квітня 1698), помер в дитинстві.
- Луї Арман II де Бурбон, принц Конті (10 листопада 1695 — 4 травня 1727); одружений з Луїзою Елізабет де Бурбон, залишив нащадків.
- Луїза Аделаїда де Бурбон-Конті (2 листопада 1696 — 20 листопада 1750), неодружена, мала дітей-байстрюків.
- Мадемуазель д'Алі (19 листопада 1697 — 13 серпня 1699), померла в дитинстві.
- Луї Франсуа де Бурбон, граф д'Алі (27 липня 1703 — 21 січня 1704), помер немовлям.

### Сексуальна орієнтація
У 1682 році Франсуа Луї Бурбон-Конті та кілька інших молодих чоловіків з найвищих ешелонів французької аристократії були втягнуті у скандал, коли з'ясувалося, що вони створили товариство, присвячене «італійському пороку». Серед інших членів були граф де Вермандуа (син короля), принц де Тюренн, син герцога Буййонського та Анни Марії Манчіні, кавалер де Сент-Мор (менен дофіна), кавалер де Майї, граф де Русі та маркіз де Крекі, граф де Марсан, брата шевальє де Лоррен, який сам був коханцем брата короля, Філіпа Орлеанського.
Конті не приділяв своїй дружині багато уваги. Він мав гомосексуальні нахили, жив як розпусник, вступаючи в численні любовні зв'язки з представниками обох статей.

## Родовід
|  |                                    |  |  |  |  |  |  |  |  |  |  |  |  |  |  |  |
|  | 16. Людовик I Бурбон-Конде         |  |  |  |  |  |  |  |  |  |  |  |  |  |  |  |
|  |                                    |  |  |  |  |  |  |  |  |  |  |  |  |  |  |  |
|  |                                    |  |  |  |  |  |  |  |  |  |  |  |  |  |  |  |
|  | 8. Генрих I, принц де Конде        |  |  |  |  |  |  |  |  |  |  |  |  |  |  |  |
|  |                                    |  |  |  |  |  |  |  |  |  |  |  |  |  |  |  |
|  |                                    |  |  |  |  |  |  |  |  |  |  |  |  |  |  |  |
|  | 17. Елеанора де Руа                |  |  |  |  |  |  |  |  |  |  |  |  |  |  |  |
|  |                                    |  |  |  |  |  |  |  |  |  |  |  |  |  |  |  |
|  |                                    |  |  |  |  |  |  |  |  |  |  |  |  |  |  |  |
|  | 4. Генрих II, принц де Конде       |  |  |  |  |  |  |  |  |  |  |  |  |  |  |  |
|  |                                    |  |  |  |  |  |  |  |  |  |  |  |  |  |  |  |
|  |                                    |  |  |  |  |  |  |  |  |  |  |  |  |  |  |  |
|  | 18. Луї III де Ла Тремолі          |  |  |  |  |  |  |  |  |  |  |  |  |  |  |  |
|  |                                    |  |  |  |  |  |  |  |  |  |  |  |  |  |  |  |
|  |                                    |  |  |  |  |  |  |  |  |  |  |  |  |  |  |  |
|  | 9. Шарлота Катерина де Ла-Тремоіль |  |  |  |  |  |  |  |  |  |  |  |  |  |  |  |
|  |                                    |  |  |  |  |  |  |  |  |  |  |  |  |  |  |  |
|  |                                    |  |  |  |  |  |  |  |  |  |  |  |  |  |  |  |
|  | 19. Джуана де Монморансі           |  |  |  |  |  |  |  |  |  |  |  |  |  |  |  |
|  |                                    |  |  |  |  |  |  |  |  |  |  |  |  |  |  |  |
|  |                                    |  |  |  |  |  |  |  |  |  |  |  |  |  |  |  |
|  | 2. Арман де Бурбон                 |  |  |  |  |  |  |  |  |  |  |  |  |  |  |  |
|  |                                    |  |  |  |  |  |  |  |  |  |  |  |  |  |  |  |
|  |                                    |  |  |  |  |  |  |  |  |  |  |  |  |  |  |  |
|  | 20. Анн I де Монморансі            |  |  |  |  |  |  |  |  |  |  |  |  |  |  |  |
|  |                                    |  |  |  |  |  |  |  |  |  |  |  |  |  |  |  |
|  |                                    |  |  |  |  |  |  |  |  |  |  |  |  |  |  |  |
|  | 10. Генрих І де Монморансі         |  |  |  |  |  |  |  |  |  |  |  |  |  |  |  |
|  |                                    |  |  |  |  |  |  |  |  |  |  |  |  |  |  |  |
|  |                                    |  |  |  |  |  |  |  |  |  |  |  |  |  |  |  |
|  | 21. Мадлен Савойська               |  |  |  |  |  |  |  |  |  |  |  |  |  |  |  |
|  |                                    |  |  |  |  |  |  |  |  |  |  |  |  |  |  |  |
|  |                                    |  |  |  |  |  |  |  |  |  |  |  |  |  |  |  |
|  | 5. Шарлота де Монморансі           |  |  |  |  |  |  |  |  |  |  |  |  |  |  |  |
|  |                                    |  |  |  |  |  |  |  |  |  |  |  |  |  |  |  |
|  |                                    |  |  |  |  |  |  |  |  |  |  |  |  |  |  |  |
|  | 22. Жак де Будо                    |  |  |  |  |  |  |  |  |  |  |  |  |  |  |  |
|  |                                    |  |  |  |  |  |  |  |  |  |  |  |  |  |  |  |
|  |                                    |  |  |  |  |  |  |  |  |  |  |  |  |  |  |  |
|  | 11. Луї де Будо                    |  |  |  |  |  |  |  |  |  |  |  |  |  |  |  |
|  |                                    |  |  |  |  |  |  |  |  |  |  |  |  |  |  |  |
|  |                                    |  |  |  |  |  |  |  |  |  |  |  |  |  |  |  |
|  | 23. Катерина де Клемонт-Монтойсон  |  |  |  |  |  |  |  |  |  |  |  |  |  |  |  |
|  |                                    |  |  |  |  |  |  |  |  |  |  |  |  |  |  |  |
|  |                                    |  |  |  |  |  |  |  |  |  |  |  |  |  |  |  |
|  | 1. Франсуа Луї де Бурбон-Конті     |  |  |  |  |  |  |  |  |  |  |  |  |  |  |  |
|  |                                    |  |  |  |  |  |  |  |  |  |  |  |  |  |  |  |
|  |                                    |  |  |  |  |  |  |  |  |  |  |  |  |  |  |  |
|  | 12. Вінсенцо Мартіноцці            |  |  |  |  |  |  |  |  |  |  |  |  |  |  |  |
|  |                                    |  |  |  |  |  |  |  |  |  |  |  |  |  |  |  |
|  |                                    |  |  |  |  |  |  |  |  |  |  |  |  |  |  |  |
|  | 6. Гіроламо Мартіноцці             |  |  |  |  |  |  |  |  |  |  |  |  |  |  |  |
|  |                                    |  |  |  |  |  |  |  |  |  |  |  |  |  |  |  |
|  |                                    |  |  |  |  |  |  |  |  |  |  |  |  |  |  |  |
|  | 13. Маргарита Марколіні            |  |  |  |  |  |  |  |  |  |  |  |  |  |  |  |
|  |                                    |  |  |  |  |  |  |  |  |  |  |  |  |  |  |  |
|  |                                    |  |  |  |  |  |  |  |  |  |  |  |  |  |  |  |
|  | 3. Ганна Марія Мартіноцці          |  |  |  |  |  |  |  |  |  |  |  |  |  |  |  |
|  |                                    |  |  |  |  |  |  |  |  |  |  |  |  |  |  |  |
|  |                                    |  |  |  |  |  |  |  |  |  |  |  |  |  |  |  |
|  | 14. Пієтро Маззаріні               |  |  |  |  |  |  |  |  |  |  |  |  |  |  |  |
|  |                                    |  |  |  |  |  |  |  |  |  |  |  |  |  |  |  |
|  |                                    |  |  |  |  |  |  |  |  |  |  |  |  |  |  |  |
|  | 7. Лаура Маргарита Маззаріні       |  |  |  |  |  |  |  |  |  |  |  |  |  |  |  |
|  |                                    |  |  |  |  |  |  |  |  |  |  |  |  |  |  |  |
|  |                                    |  |  |  |  |  |  |  |  |  |  |  |  |  |  |  |
|  | 15. Ортензія Буффаліні             |  |  |  |  |  |  |  |  |  |  |  |  |  |  |  |
|  |                                    |  |  |  |  |  |  |  |  |  |  |  |  |  |  |  |
|  |                                    |  |  |  |  |  |  |  |  |  |  |  |  |  |  |  |